# Okres Sîngerei
Sîngerei je okres ve středním Moldavsku. Žije zde okolo 80 tisíc obyvatel a jeho sídlem je město Sîngerei. Na západě sousedí s okresem Fălești a okresem Rîșcani, na severu s okresem Drochia, na severovýchodě s okresem Florești, na jihovýchodě s okresem Telenești a na jihu s okresem Ungheni.